# Buḩayrat Qaţţīnah
Buḩayrat Qaţţīnah (arabiska: بحيرة قطينة) är en reservoar i Syrien.   Den ligger i provinsen Homs, i den centrala delen av landet, 130 kilometer norr om huvudstaden Damaskus. Buḩayrat Qaţţīnah ligger 495 meter över havet. Arean är 27,6 kvadratkilometer. Den sträcker sig 6,9 kilometer i nord-sydlig riktning, och 10,1 kilometer i öst-västlig riktning. Reservoaren är en uppdämning av en gren av Nahr al-Asi.
Trakten runt Buḩayrat Qaţţīnah består till största delen av jordbruksmark. Runt Buḩayrat Qaţţīnah är det glesbefolkat, med 14 invånare per kvadratkilometer.